# Lloyd Cutler
Lloyd Norton Cutler (* 10. November 1917 in New York City; † 8. Mai 2005 in Washington, D.C.) war ein US-amerikanischer Anwalt.
Cutler erreichte 1936 mit 18 Jahren einen Bachelor-Abschluss in Geschichte in Yale und drei Jahre später seinen Abschluss an der Yale Law School. Dort war er auch Redakteur des Yale Law Journal. In der Folge arbeitete er zunächst für eine Wall-Street-Kanzlei, ehe er in Staatsdienste trat und an der Erarbeitung des Leih- und Pachtgesetzes beteiligt war. Später arbeitete er für den Nachrichtendienst der Armee.
Nach dem Ende des Zweiten Weltkriegs eröffnete Cutler mit ehemaligen Kollegen aus Washington eine eigene Kanzlei. Dort wurde unter anderem Regierungsbeamten juristische Hilfe zuteil, die Opfer der Verfolgung durch Senator Joseph McCarthy waren. 1979 berief ihn US-Präsident Jimmy Carter zu seinem Rechtsberater (White House Counsel). Er beriet ihn unter anderem bei den SALT-II-Abrüstungsverhandlungen mit der Sowjetunion.
Nach Carters Abschied aus dem Amt im Jahr 1981 kümmerte sich Cutler wieder um seine eigene Kanzlei. 1988 wurde er in die American Academy of Arts and Sciences gewählt. 1994 kehrte er noch einmal für kurze Zeit auf den Posten des White House Counsel unter Bill Clinton zurück. Er beriet den Präsidenten unter anderem in der Whitewater-Affäre.